# كيفن ماكنزي
كيفن ماكنزي (16 يوليو 1948 - ) (بالإنجليزية: Kevin McKenzie)‏ هو لاعب كريكت جنوب أفريقي.

## وصلات خارجية
- كيفن ماكنزي على موقع إي آس بي آن كريك إنفو (الإنجليزية)